# 학익동
학익동(鶴翼洞)은 대한민국 인천광역시 미추홀구에 있는 대한민국의 법정동이다. 학익동 일원을 행정동인 학익1동과 학익2동이 관할한다. 과거에는 서쪽에 바다가 있었지만 현재는 매립되어 육지이다. 또한 공장도 과거에 많이 있었으며 이 일대를 도시계획 지구로 지정하였다.
학익동에는 인천지방법원, 인천지방검찰청, 인천구치소 등이 있다.

## 사진

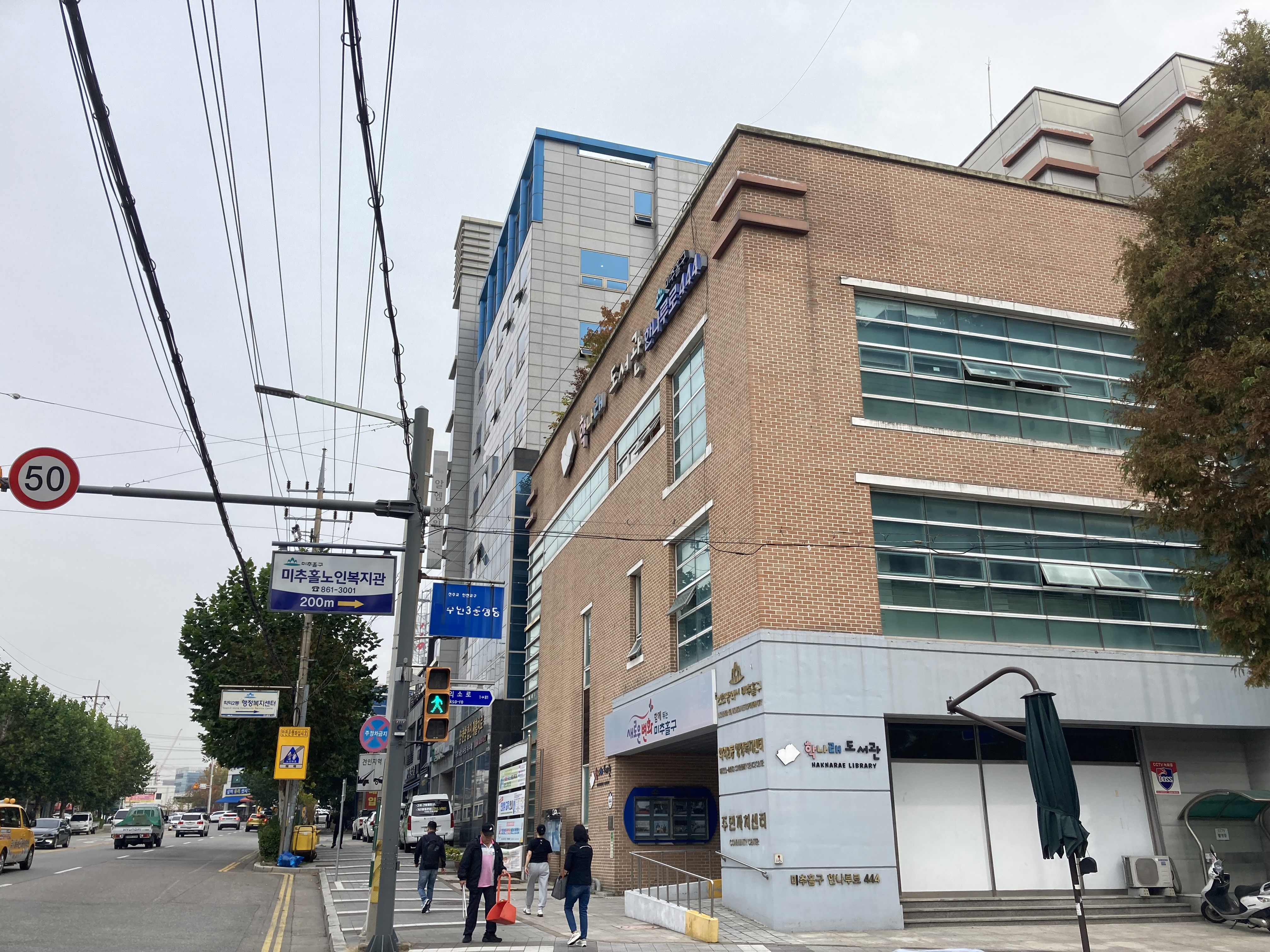
학익2동 행정복지센터 외관, 학나래도서관 간판
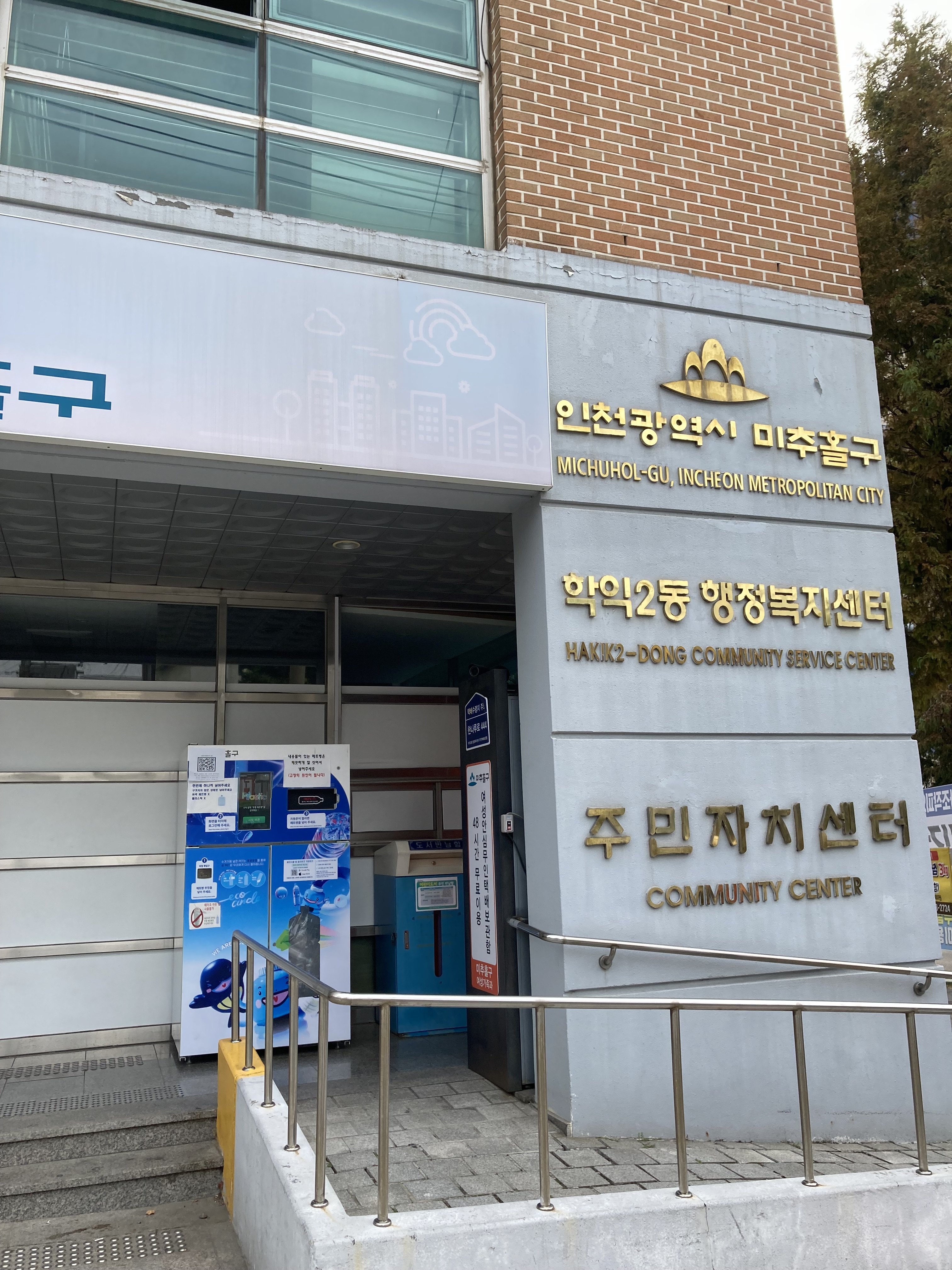
학익2동 행정복지센터, 주민자치센터 간판
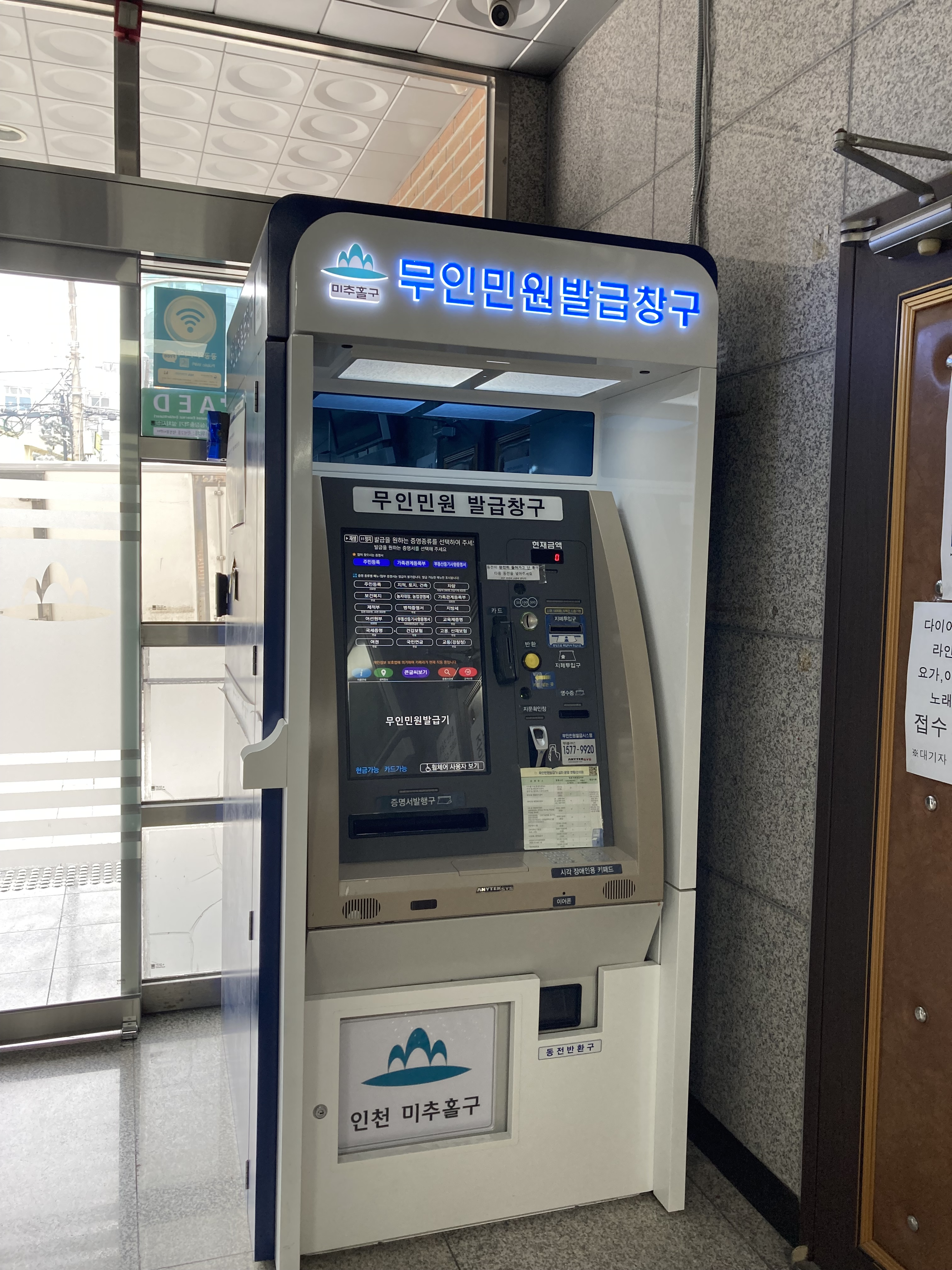
학익2동 행정복지센터 무인민원발급기
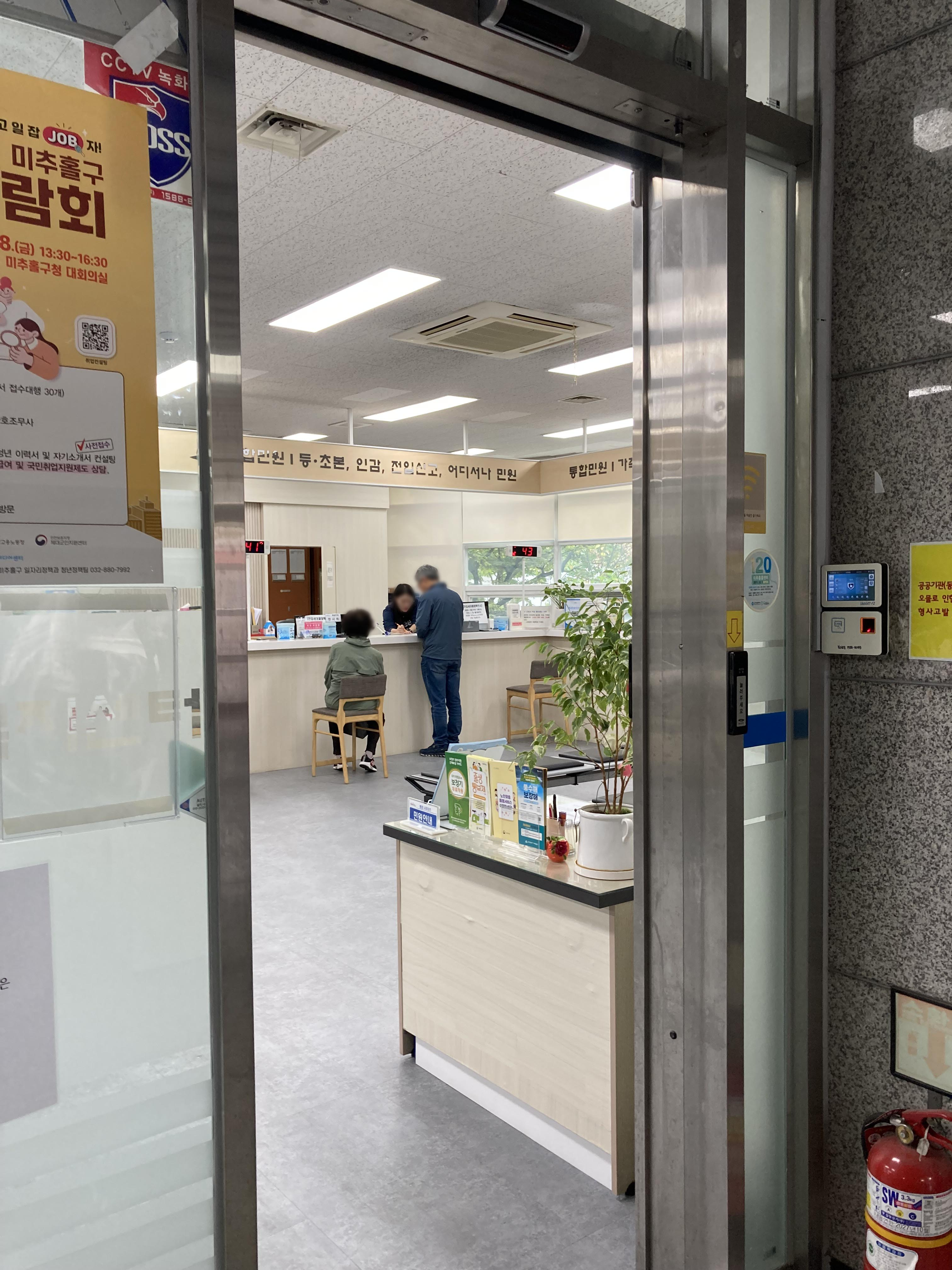
학익2동 행정복지센터 민원실
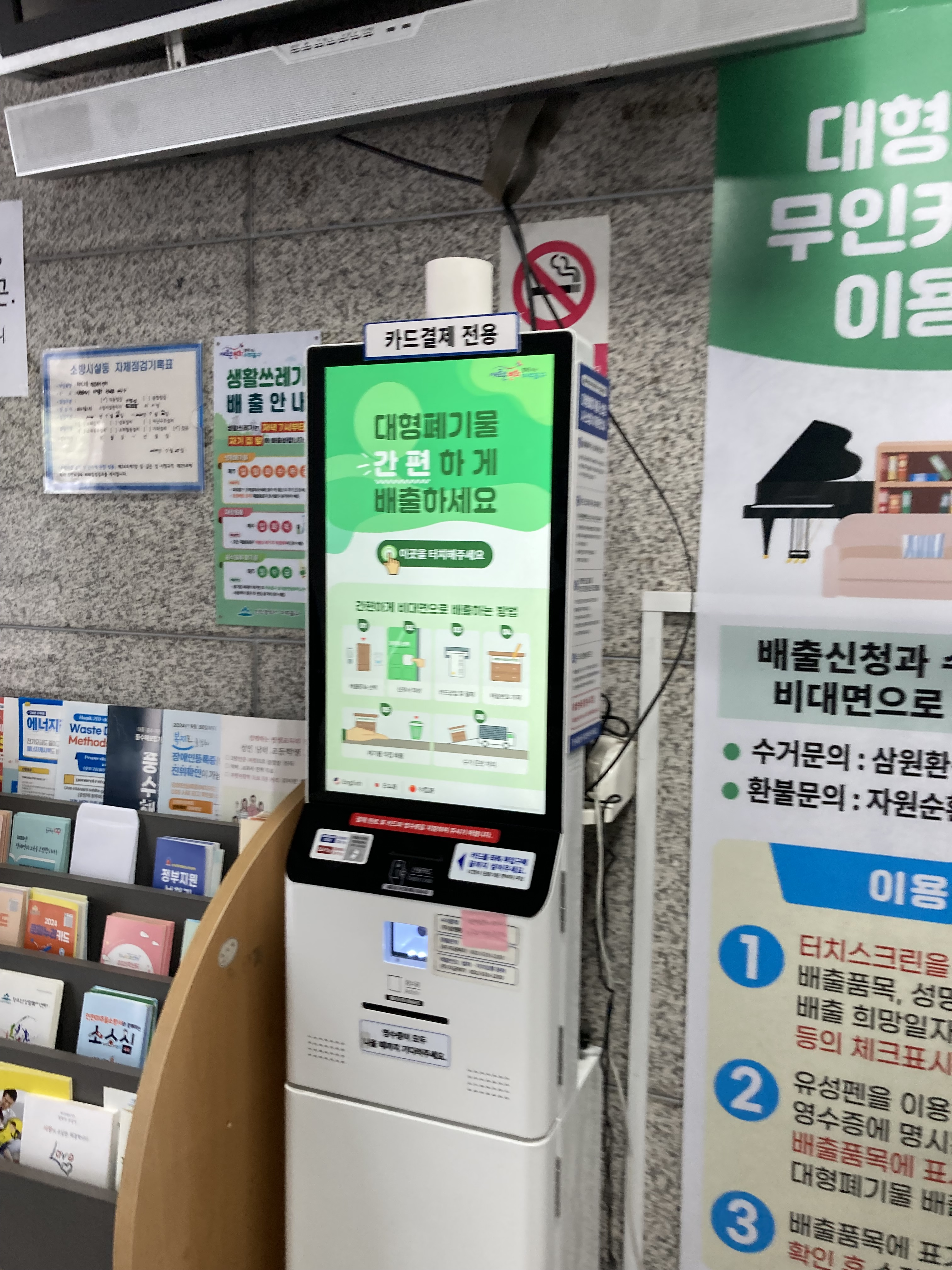
학익2동 행정복지센터 대형폐기물스티커발급기
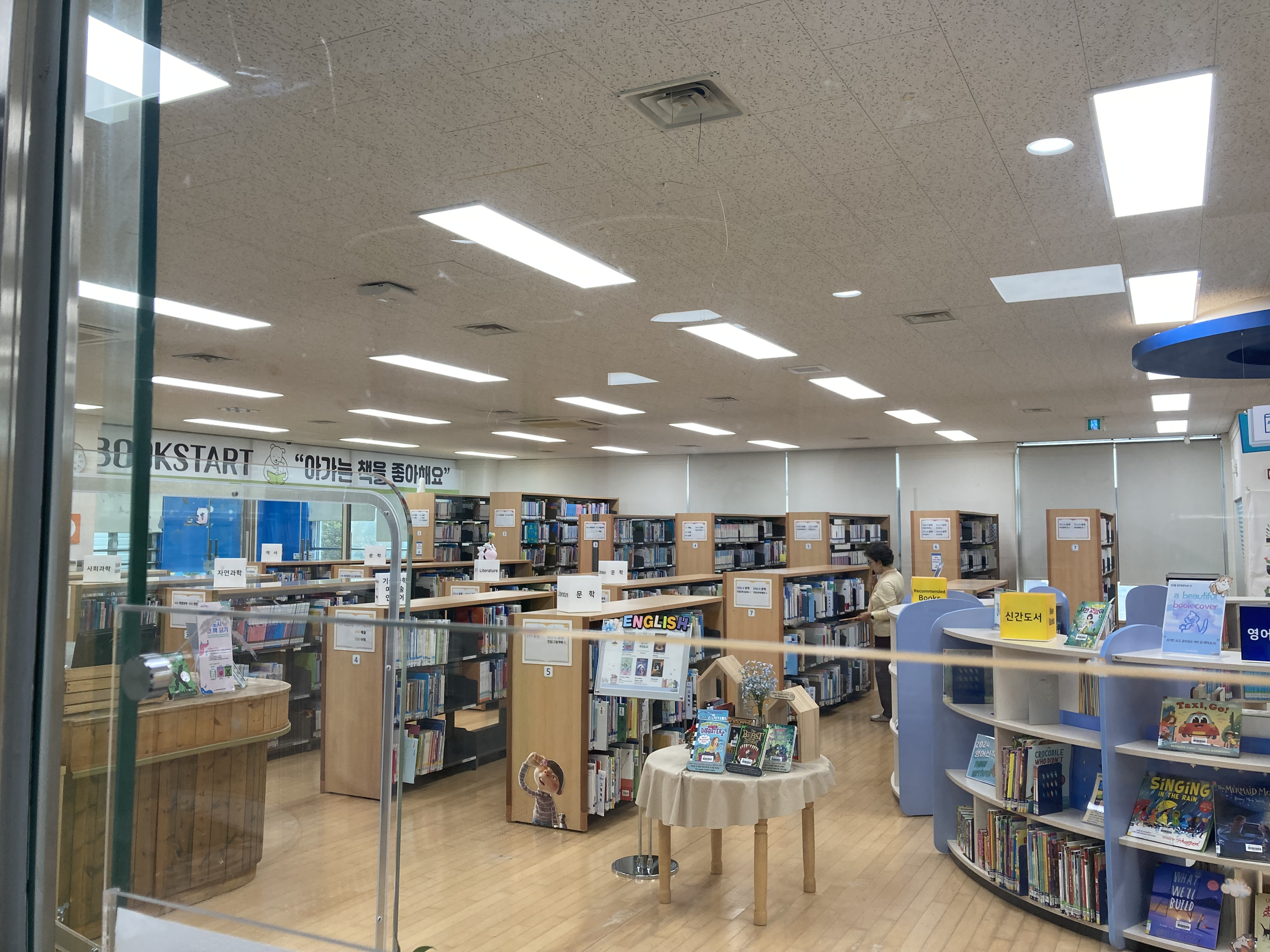
학나래도서관
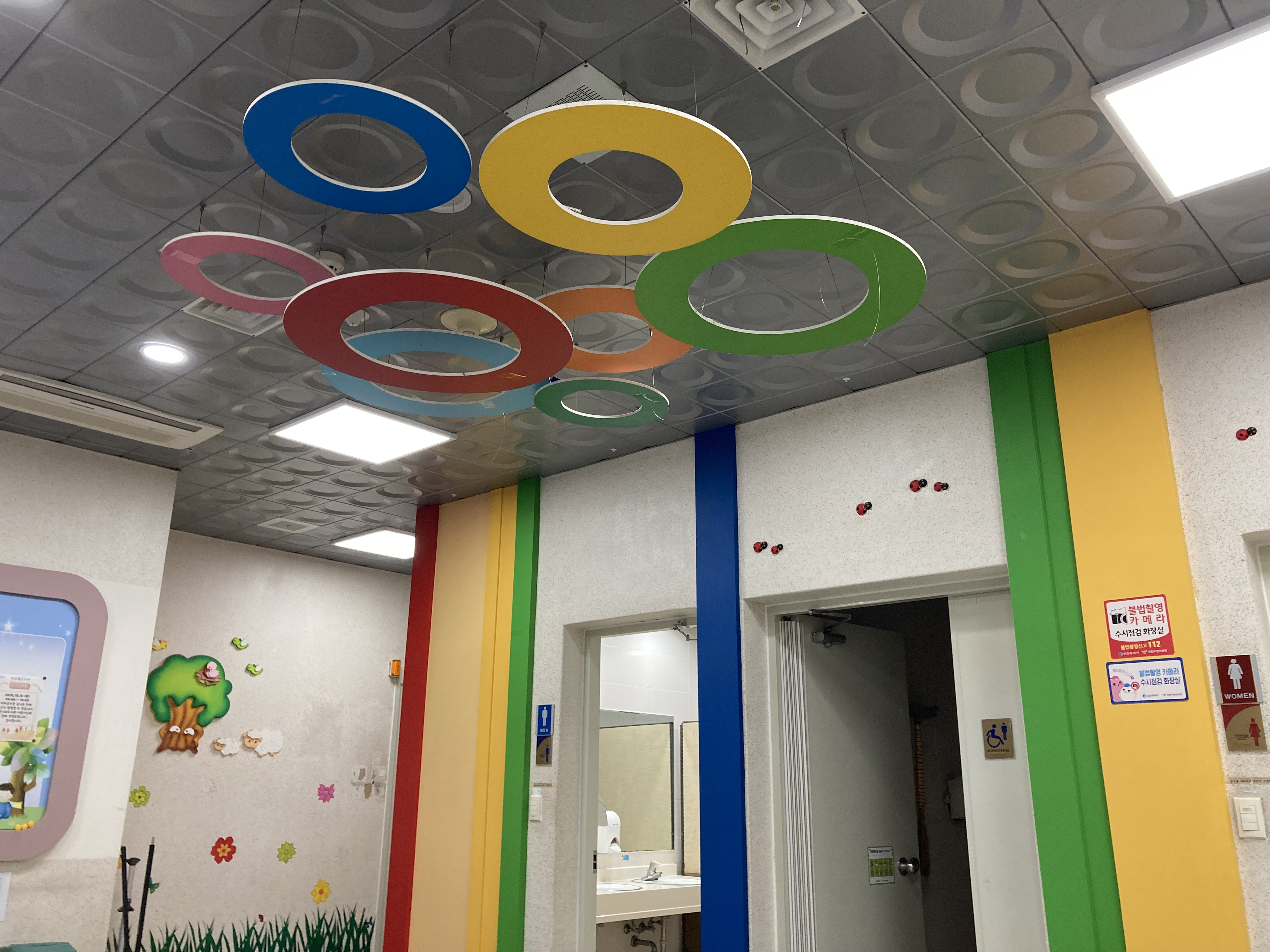
학나래도서관 로비
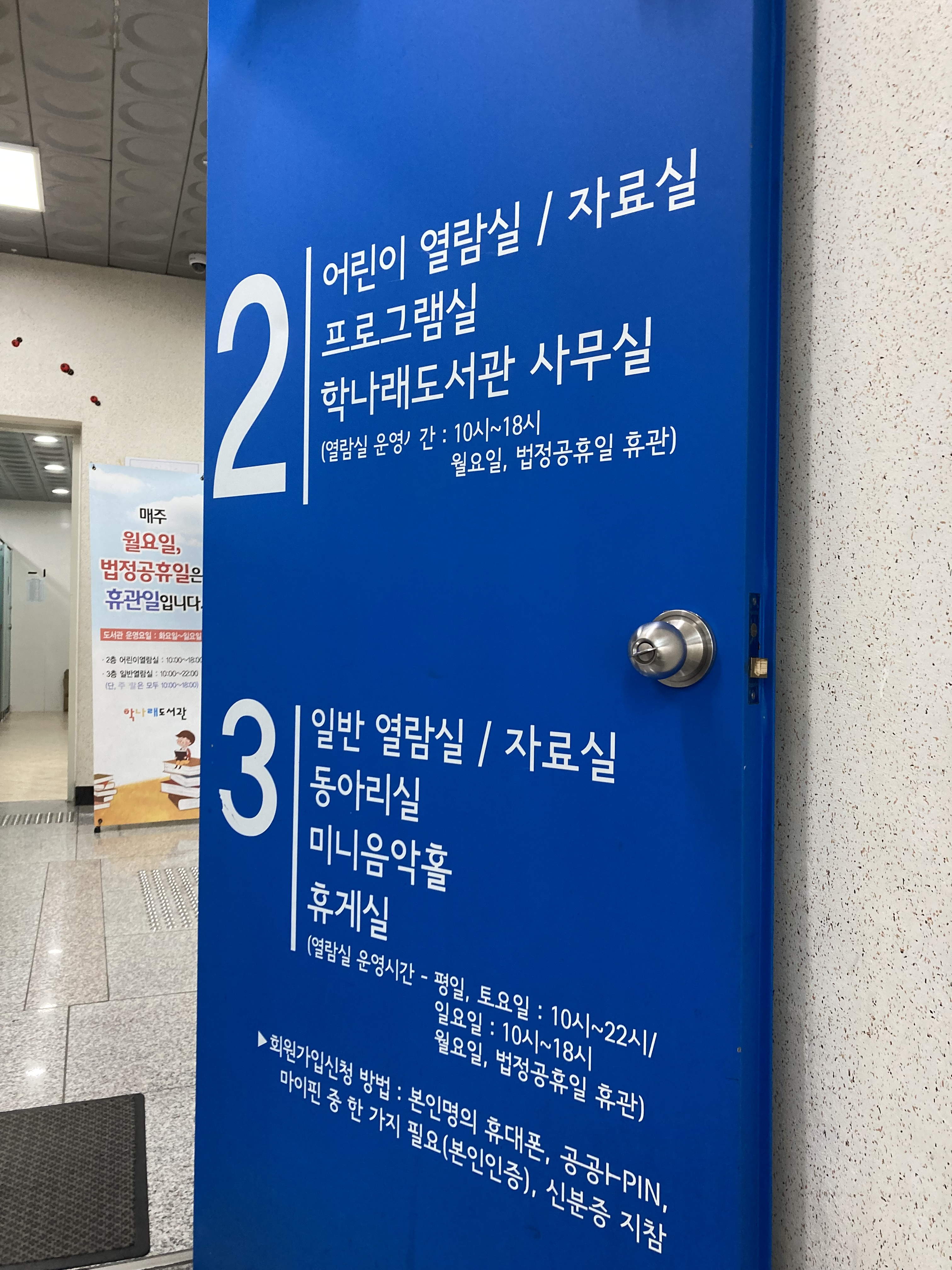
학나래도서관(학익2동 행정복지센터)

## 언론
- 경인방송
- 경인교통방송

## 교육
- 백학초등학교
- 연학초등학교
- 인주초등학교
- 학산초등학교
- 학익초등학교
- 인주중학교
- 인하대학교 사범대학 부속중학교
- 인하대학교 사범대학 부속고등학교
- 정석항공과학고등학교
- 학익여자고등학교
- 학익고등학교

## 주거
| 단지명           | 건설사                             | 시행사                  | 주소                  | 입주        | 비고                        |
| ---------------- | ---------------------------------- | ----------------------- | --------------------- | ----------- | --------------------------- |
| 학익 동아풍림    | 동아건설산업 풍림산업              | 동아건설산업 ㈜한일방직 | 미추홀구 소성로 120   | 1999년 11월 | 구 ㈜한일방직 부지 재개발   |
| 학익 풍림아이원  | 풍림산업                           | ㈜동연산업              | 미추홀구 매소홀로 340 | 2007년 12월 |                             |
| 학익 SK VIEW     | 에스케이에코플랜트                 | 학익1구역 재개발조합    | 미추홀구 매소홀로 385 | 2024년 9월  | 학익1구역 재개발            |
| 시티오씨엘 1단지 | 현대건설 현대산업개발 포스코이앤씨 | 코리아신탁㈜ ㈜디씨알이 | 미추홀구 학익로 116   | 2024년 3월  | 구 OCI 인천공장 부지 재개발 |
| 시티오씨엘 6단지 | 현대건설 현대산업개발 포스코이앤씨 | 코리아신탁㈜ ㈜디씨알이 |                       |             | 구 OCI 인천공장 부지 재개발 |
| 시티오씨엘 7단지 | 현대건설 현대산업개발 포스코이앤씨 | 코리아신탁㈜ ㈜디씨알이 |                       |             | 구 OCI 인천공장 부지 재개발 |